# Ernst Gaber
Ernst Ludwig Gaber, detto Mampe (Mannheim, 6 giugno 1907 – 13 agosto 1975), è stato un canottiere tedesco, vincitore della medaglia d'oro nel quattro con a Berlino 1936 insieme a Hans Maier, Walter Volle, Paul Söllner e Fritz Bauer.
Precedente aveva partecipato, con l'otto, a Amsterdam 1928 uscendo ai quarti di finale ed a Los Angeles 1932 nel quattro senza, vincendo l'argento, e ancora con l'otto, uscendo già in batteria.
Nel 1936 vinse l'oro nel quattro con ai campionati europei di Berlino, a livello nazionale si laureò campione con l'otto dal 1928 al 1931, nel quattro senza dal 1929 al 1931 e poi nel 1933 e nel 1935 e nel quattro con nel 1935 e nel 1936.
Combatté nella seconda guerra mondiale come untersturmführer delle Schutzstaffel.

## Palmarès
- Giochi olimpici

Los Angeles 1932: argento nel quattro senza
Berlino 1936: oro nel quattro con.
- Campionati europei di canottaggio

Berlino 1935: oro nel quattro con.